# Juan Gérvas
Juan Javier Gervas Camacho nasceu em Lorca (Espanha) em 1948, é um médico clínico geral, professor, e pesquisador nos cuidados de saúde primários e saúde pública.

## Biografia

### Pessoal
Juan Gérvas nasceu em Lorca (Região de Múrcia - Espanha), a 19 de Novembro de 1948 no seio de uma família de nove irmãos da Estremadura Espanhola, com quem viveu em Badajoz, Gerona e Valladolid.
Casou em 1970 com Mercedes Pérez Fernández, também médica de Clínica Geral. Eles têm quatro filhos do sexo masculino e oito netos.
Pratica regularmente montanhismo, natação e caça. É um leitor voraz tanto de romances como de poesia. Aprecia filmes, especialmente nas suas versões originais. Interessa-se pela defesa dos direitos humanos e do meio ambiente. Fala e escreve em inglês, é fluente em francês, entende o português e o italiano.

### Profissional
Licenciado em Medicina e Cirurgia pela Universidade de Valladolid em 1971, com 22 menções honrosas e prémio extraordinário durante a licenciatura. Obteve o grau de Doutor em 1973 na mesma Universidade, com distinção “cum laude”. Revalidou o seu diploma de médico nos Estados Unidos da América em 1972 (fez o exame do "Educational Council for Foreing Medical Graduates”).
Bolseiro de várias organizações: Fundação para a Igualdade de Oportunidades, Direcção Geral de Universidades e Investigação, IBM, Conselho da Europa, Programa Fulbright / Ministerio de Sanidad de Espanha, e Fondo de Investigaciones Sanitarias.
Professor em diversas universidades e escolas de saúde pública em Espanha e nos Estados Unidos da América.
Médico de Clínica Geral pelo Sistema Nacional de Saúde Espanhol a partir de 1974. Desde então já trabalhou em Madrid, primeiro num consultório na rua García de Paredes e, desde 1981 na rua General Moscardó. Desde o ano de 2000, pertence à equipe de Cuidados de Saúde Primários do Centro de Saúde de Buitrago del Lozoya (Madrid), com extensões em Canencia de la Sierra, Garganta de los Montes e El Cuadrón. Encontra-se aposentado da prática clínica, juntamente com sua mulher Mercedes, desde 15 de Janeiro de 2010.

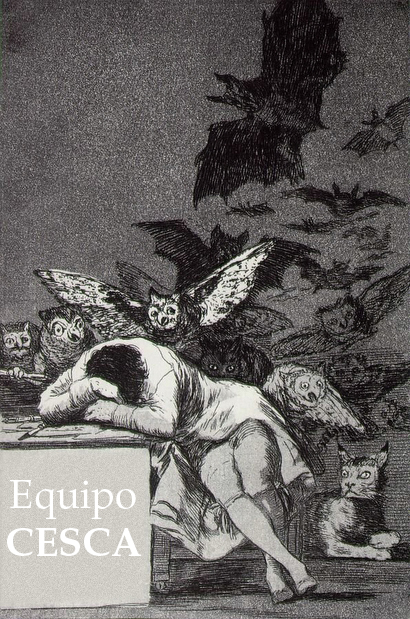
Logo Equipo CESCA

Coordenador da Equipo CESCA (grupo multidisciplinar de investigação e docência) desde a sua criação, em 1980.
Investigador em projectos com financiamento público, nacional e internacional desde 1984.
Membro do Comité Internacional de Classificações da WONCA (Organização Mundial de Médicos de Clínica Geral / Médicos de Família), desde 1986. Trabalha no desenvolvimento de classificações, definições e normas em Clínica Geral / Medicina Familiar.
Co-fundador da comunidade científica espanhola Red Española de Atención Primaria (REAP), em 1987.
Presidente da rede europeia de investigação em Clínica Geral (The European General Practice Research Network), de 1991 a 1995; e membro do grupo desde 1986.
Coordenador dos Seminários de Inovação em Cuidados de Saúde Primários, desde 2005.
Pertence ao Conselho Editorial / Comité de Especialistas de várias revistas: Gaceta Sanitaria de Bilbao, Gaceta Sanitaria de Barcelona, Medicina Clínica, Revista Española de Salud Pública, Revista Portuguesa de Clínica Geral e Gestión Clínica y Sanitaria.

## Docência
Professor entre 1971 e 2003 na Universidade de Valladolid, na Universidad Nacional de Educación a Distancia e da Escola de Saúde Pública da Universidade Johns Hopkins em Baltimore (Estados Unidos da América). Desde 1991 que é professor de Cuidados de Saúde Primários na Escuela Nacional de Sanidad, em Madrid. Actualmente também lecciona na Universidade Autónoma de Madrid.
Orientador de estudantes de medicina e residentes / internos de Medicina de Família e Comunidade. Realiza também actividades de educação continuada no seu Centro de Saúde.
Orador em numerosas conferências, jornadas, seminários e reuniões científicas nacionais e internacionais.

## Investigação
Desenvolveu vários projectos de investigação sobre:
- Difusão de conhecimentos nos Cuidados de Saúde Primários (de la Comisión Asesora de Ciencia y Tecnología de España)
- O impacto da reforma dos Cuidados de Saúde Primários (del Fondo de Investigaciones Sanitarias y del Ministerio de Sanidad español)
- Computadores e informação em medicina ambulatória, do Programa Europeu "Advances Informatics in Medicine"
- A reforma da saúde na Bulgária (Agencia Española de Cooperación Internacional) e na Georgia (Governo do Reino Unido)
- A colaboração entre a Medicina Geral e Saúde Pública (Governo do Andorra).
- Programa Saúde da Família, Brasil.[3]

## Publicações
Publicou mais de quatrocentos artigos, a maioria sobre a organização de saúde, em revistas médicas espanholas e internacionais. As suas propostas são inovadoras e racionais.

### Artigos Científicos
Destacam-se:
- Gervas JJ, Muradás V, Bazán E, Aguado EG, de Yébenes JG. Effects of 3-OM-dopa on monoarnine metabolism in rat brain. Neurology. 1983; 33(3): 278-82.

- Gervas JJ,  García Olmos L, Pérez Fernández MM, Abraira V, Gil Sanz Cruzado JL. El coste económico de la medicina ambulatoria. Estudio de una consulta de medicina general en la Seguridad Social. Med Clin (Barc). 1984; 82(3):97-101.

- Gervas JJ, Pérez Fernández MM, Abraira V, Zaplana J. Concordancia entre médico y paciente en una consulta de medicina general. Med Clin (Barc) 1985; 84(10): 400-4.

- Gervas JJ, García Sagredo P, Estevez A, Pérez Fernández MM, Elvira P, Hernández Monsalve LM. ¿Quién toma medicamentos habitualmente? Un estudio por encuesta en Medicina General. Aten Primaria. 1986; 3(6):357-2.

- Gérvas JJ. El derecho del paciente al acceso a su historia clínica. Med Clin (Barc) 1987; 89(9): 398.

- Gérvas J, Forés M, Bonet M, Jiménez Villa J, Sagués A, Sánchez Rodríguez F, Tomás P. La clasificación internacional en atención primaria. Aten Primaria. 1988; 5(3):164-70.

- Gervas J. Rediscovering lost vocations. World Health Forum (WHO). 1989; 10(3-4):464-6.
- Gérvas JJ, Pérez Fernández MM, García Sagredo P. Science Citation Index: posibilidades y utilización. Med Clin (Barc). 1990; 95(15):582-8.

- Gérvas JJ, Hernández LM, Martí A, García Sagredo P, Elvira P, Estevez A, Salcedo JA, Pérez Fernández MM. La comunicación médico-paciente y la educación para la salud. Aten Primaria. 1991; 8(3):202-5.
- Gervas J, Perez Fernandez M. Minimum Basic Data Set in General Practice: Definitions and Coding. Fam Pract. 1992; 9(3):349-52.

- Gérvas J, López Miras A, Pastor Sánchez R. Atención primária en Europa. Aten Primária 1993; 12(5): 294-300.

- Gérvas J, Pérez Fernández M, Starfield BH. Primary care, financing and gatekeeping in western Europe. Fam Pract 1994; 11(3): 307-17.

- Garcia Olmos L, Abraira V, Gérvas J, Otero A, Perez Fernández M. Variability in GPs' referral rates in Spain. Fam Pract. 1995; 12(2):159-62.
- Gérvas J, Pérez-Fernández M. Trials of improved care for the elderly (letter). N Engl J Med. 1996 Mar 7; 334(10):665.

- Parkerson GR, Bridges-Webb C, Gervas J, Hofmans-Okkes I, Lamberts H, Froom J, Fischer G, Meyboom-de Jong B, Bentsen B, Klinkman M, de Maeseneer J. Classification of severity of health problems in family/general practice: an international field trial. Fam Pract 1996; 13(3):303-9.

- Westbury RC, Rogers TB, Briggs TE, Allison DJ, Gervas J, Shigemoto H, Elford W. A multinational study of the factorial structure and other characteristics of the Dartmouth COOP Functional Health Assessment Charts/WONCA. Fam Pract 1997; 14(6): 478-85.

- Gérvas J, Carra B, Fernández Camacho MT, Pérez Fernández M. La docencia en un centro de salud no docente. Med Clín (Barc). 1998; 111(6): 218-21.

- Pérez Fernández M, Gérvas J. Encarnizamiento diagnóstico y terapéutico con las mujeres. SEMERGEN 1999; 25(3):239-48.

- Gérvas J. Supply and distribution of family physicians [letter]. Can Fam Physician. 2000; 46:39-40 (Eng)

- Gérvas J. La resistencia a los antibióticos, un problema de salud pública. Aten Primaria. 2000; 25(8):589-96.
- Gérvas J, Palomo L, Pastor-Sánchez R, Pérez-Fernández M, Rubio C. Problemas acuciantes en atención primaria. Aten Primaria 2001; 28(7):472-7.
- Pérez-Fernández M, Gérvas J.  El efecto cascada: implicaciones clínicas, epidemiológicas y éticas. Med Clin (Barc). 2002; 118(2):65-7.

- Gérvas J, Álvarez de Toledo F, Eyaralar MT. Limitaciones clave de la Atención Farmacéutica como respuesta a los problemas relacionados con los medicamentos. Pharm Care Esp. 2003; 5(1):55-8.

- Gérvas J. Oportunidades clínicas para compensar el impacto de las diferencias sociales en salud. Salud 2000. 2004; (98): 9-12.

- Gérvas J, Pérez Fernández M. Aventuras y desventuras de los navegantes solitarios en el Mar de la Incertidumbre. Aten Primaria. 2005; 35(2): 95-8.

- Gérvas J, Pérez Fernández M. Western European best practice in primary healthcare. Eur J Gen Pract. 2006; 12(1): 30-3.
- Gérvas J. Moderación en la actividad médica preventiva y curativa. Cuatro ejemplos de necesidad de prevención cuaternaria en España. Gac Sanit. 2006; 20(Supl 1): 127-34.
- Gérvas J, Pérez Fernández M. Atención Primaria fuerte: fundamento clínico, epidemiológico y social en los países desarrollados y en desarrollo. Rev Bras Epidemiol. 2006; 9(3):389-400.

- Gérvas J, Starfield B, Violán C, Minué S. GPs with special interests: unanswered questions. Br J Gen Pract 2007; 57(544): 912–7.
- Gervas J, Santos I. A complexidade da comorbilidade. Rev Port Clin Geral. 2007; 23(2):181-9.
- Starfield B, Hyde J, Gérvas J, Heath I. The concept of prevention: a good idea gone astray?. J Epidemiol Community Health. 2008; 62(7):580-3.

- Gérvas J, Starfield B, Heath I. Is clinical prevention better than cure?. Lancet. 2008; 372(9654):1997-9.
- Gervas J. La vacuna contra el virus del papiloma humano desde el punto de vista de la atención primaria en España. Rev Bras Epidemiol. 2008; 11(3):505-11.
- Gérvas J. Disease mongering by WHO (letter). BMJ. 2009 august 22.

- Gérvas J, Kovacs FM. Index case for the fungal meningitis outbreak, United States. N Engl J Med. 2013; 368(10):970.

### Livros
Destacam-se:
- Gérvas J. Coordinador. Los sistemas de registro en la atención primaria de salud. Madrid: Díaz de Santos; 1987.

- Casajuana J, Alonso F, Aracil J, Barrios L, Carmenado T, Gérvas J, et al. Actividad burocrática en la consulta del médico de atención primaria. Grupos de trabajo SEMFYC - SEMERGEN (nº2); 1996.

- Gérvas J, Pastor Sánchez R, López Miras A, Pérez Fernández M. La organización y la práctica de la medicina general/de familia en Europa. En: Porta Serra M, Álvarez-Dardet C, Fernández Muñoz E. Editores. Revisiones en Salud Pública. Volumen 5. Barcelona: Masson; 1997. p.33-48.

- Comité Internacional de Clasificación de la WONCA. Clasificación Internacional de la Atención Primaria Segunda Edición CIAP-2. Barcelona: MASSON; 1999.
- Gérvas J, Pérez-Fernández M, Palomo-Cobos L, Pastor-Sánchez R. Veinte años de reforma de la Atención Primaria en España. Valoración para un aprendizaje por acierto / error. Madrid: Ministerio de Sanidad y Consumo; 2005.
- Gérvas J, Ruiz Téllez A, Pérez Fernández M. La incapacidad laboral en su contexto médico: problemas clínicos y de gestión. Madrid: Fundación Alternativas; 2006.

- Freire JM, Gérvas J. La Atención Primaria en el Sistema Nacional de Salud Español. En: García-Peña C, Muñoz O, Durán L, Vázquez F. Editores. La medicina familiar en los albores del siglo XXI. México: Instituto Mexicano del Seguro Social; 2006. p.477-503.

- Gérvas J, coordinador. Tres décadas de evolución de la Atención Primaria en España (1976-2006). Madrid: Fundación Ciencias de la Salud; 2006.

- Starfield B, Gérvas J. Family Medicine should Encourage its Clinicians to Subspecialize: Negative Position. In: Buetow S, Kenealy T. Editors. Ideological Debates in Family Medicine. New York, NY: Nova Publishing; 2007.

- Gérvas J, Pérez Fernández M. Sano y salvo (y libre de intervenciones médicas innecesarias). Barcelona: Los libros del lince; 2012. ISBN 978-84-15070-26-9
- Gérvas J, Pérez Fernández M. La expropiación de la salud. Barcelona: Los libros del lince; 2015. ISBN 978-84-15070-52-8

- Gérvas J, Pérez Fernández M. El encarnizamiento médico con las mujeres. Barcelona: Los libros del lince; 2016. ISBN 978-84-15070-62-7

### Comunicações
Numerosas comunicações e palestras em congressos, jornadas, reuniões e seminários nacionais e internacionais.
- Videodebate de expertos sobre la Gripe A (H1N1). Debate de expertos sobre la Gripe A. En la sede de la Organización Médica Colegial (OMC) Madrid, 10 de septiembre 2009.
- Gérvas J. Medicalización e invención de enfermedades. Seminario Farmacríticxs - NoGracias: Conflictos en la educación, la práctica profesional y las políticas de los medicamentos. Oviedo, 26 de noviembre 2010.
- Gérvas J. Incentivos para a promoção de qualidade na Atenção Primária à saúde. Curitiba-PR (Brasil), 15 de abril 2011.

### Revisão e Opinião
Revisão e comentários de artigos científicos, livros e dissertações em: Alerta SEMG, Boletim Bibliográfico CESCA (BBC), Eur J Gen Pract, Gestión Clínica y Sanitaria (GCS) y SEMERGEN Biblio.
Artigos de opinião em revistas profissionais: Acta Sanitaria, BMJ, CMAJ, Correo Farmacéutico, Diário Médico, El Farmacéutico, El Médico, Escuela Médica, Jano, Medical Economics, Medicina General y de Família, Mujer y Salud, Noticias Médicas, OMC, Portales Médicos, Profesión Médica, Puntexpress Sanidad.
Actualmente tem uma coluna semanal na revista
Acta Sanitaria: El Mirador.

### Divulgação
Publicou artigos sobre temas de interesse de saúde nos media: Cinco Días, El Mundo, El País, Expansión, La Razón, Público, REVCYL.

## Entrevistas
- 2008/11 Salud 2000. Es importante mantener el cupo, que el servicio sea gratis en el punto de atención y la financiación pública.
- 2009/02/25 Radio Klara. Entrevista al Dr. J. Gérvas. Razones para el “NO” (o para la moratoria) respecto a la vacuna contra el virus del papiloma humano.
- 2009/09/08 Radio Klara. Entrevista a Juan Gérvas. Se está asustando a la población sin sentido. Se están dedicando ingentes recursos a un problema menor.
- 2009/09/16 Radio Nacional de España. El doctor Juan Gérvas critica el trato de la gripe A en los medios de comunicación (RNE).[ligação inativa]
- 2010/08/11 Agencia EFE. Juan Gervás: Jiménez debería dimitir por los "errores" en gestión de gripe A.
- 2010/09/30 Berria. Gure osasunaren gaineko eskubidea galtzen ari gara ("Estamos perdiendo el derecho sobre nuestra salud").
- 2010/10/13 Ideal. «¡No se midan el colesterol, sean felices!»

## Ver Também
- Atenção primária à saúde
- Centro de Saúde
- Classificação Internacional de Assistência Primária CIAP-2
- Medicina de Família e Comunidade
- Medicina familiar
- Medicina Geral e Familiar
- Médico de saúde pública